# Questron II
Questron II è un videogioco di ruolo fantasy pubblicato nel 1988 per i computer Amiga, Apple II, Apple IIGS, Atari ST, Commodore 64 e MS-DOS dalla Strategic Simulations. È il seguito di Questron del 1984, che era uscito solo per computer a 8 bit. Sebbene graficamente migliore, mantiene caratteristiche strutturali molto simili al predecessore, e quindi ad altri classici del genere come la serie di Ultima. Rispetto a titoli più vicini nel tempo, come Ultima IV, la stampa lo giudicò spesso più semplice e immediato per i principianti.

## Trama
L'eroe del primo Questron deve ora eliminare il Libro della Magia Nera che dava potere a Mantor, il precedente nemico sconfitto. Poiché il libro è indistruttibile, il mago Mesron invia l'eroe indietro nel tempo per evitare che venga creato. Si ritrova nella nuova terra di Landor, indebolito e con equipaggiamento minimo, ma con il libro stesso con sé. Qui dovrà rintracciare la Sala delle Visioni per poter comunciare con Mesron, quindi fermare i sei stregoni pazzi che furono i creatori del libro e riaffrontare lo stesso Mantor.

## Modalità di gioco
Il sistema di gioco è simile a quello del primo Questron (al quale si rimanda). Non c'è possibilità di importare il personaggio di Questron e si parte sempre con un personaggio di base con caratteristiche fisse. L'interfaccia di base con la vasta mappa a scorrimento rimane sostanzialmente la stessa con grafica migliorata, cambia solo in parte l'elenco dei comandi disponibili.
Ci sono circa 60 tipi di creature nel gioco. Vagando all'aperto è frequente incontrare, oltre a mostri ostili, anche creature neutrali che offrono qualcosa da vendere. I combattimenti come in Questron sono semplici sequenze di attacchi automatici o tentativi di fuga, ma con in più la possibilità di usare la magia; ci sono quattro tipi di incantesimi, acquistabili a dosi, che servono ad attaccare in vario modo i nemici, anche a distanza.
I luoghi particolari sulla mappa sono città, cattedrali, castelli, tombe labirintiche e dungeon. Per tutti, tranne i dungeon, la visuale all'interno è come nella mappa principale, a scorrimento. I giochi d'azzardo disponibili nelle bische delle città sono blackjack, Wizard's Squares dove bisogna indovinare in quale casella cadrà un sasso, e High-low dove bisogna indovinare se la carta è più o meno alta di 8. Non ci sono altri minigiochi per aumentare le caratteristiche come in Questron.
I dungeon hanno la visuale in prima persona tridimensionale a colori. A destra della visuale inoltre, se si è ottenuto il necessario oggetto magico, appare una minimappa di tutta l'area già esplorata del piano attuale del dungeon.